# Разумовка (Запорожская область)
Разумо́вка (укр. Розу́мівка) — село,
Разумовский сельский совет,
Запорожский район,
Запорожская область,
Украина.
Код КОАТУУ — 2322188401. Население по переписи 2001 года составляло 1989 человек.
Является административным центром Разумовского сельского совета, в который, кроме того, входит село
Нижняя Хортица.

## Географическое положение
Село Разумовка находится на правом берегу реки Днепр в месте впадения в неё реки Нижняя Хортица,
выше по течению на противоположном берегу реки Нижняя Хортица на расстоянии в 0,5 км расположено село Нижняя Хортица, ниже по течению на расстоянии в 7 км расположено село Каневское, на противоположном берегу — город Запорожье.
Рядом проходит автомобильная дорога Т-0806.

## История
- 1778 год — дата основания.

## Экономика
- ООО «Розумовское агро».
- Несколько баз отдыха.

## Объекты социальной сферы
- Школа.
- Детский сад.
- Дом культуры.
- Семейная амбулатория.

## Достопримечательности
- В селе возле дома культуры в братской могиле, на которой воздвигнут обелиск Славы и установлены мемориальные плиты с именами 192 погибших воинов, похоронены сразу пять Героев Советского Союза:[2]
  - Великий, Константин Трофимович;
  - Галяткин, Пётр Иванович;
  - Истомин, Василий Иннокентьевич;
  - Парамонов, Константин Ефимович;
  - Черноволенко, Иван Игнатьевич.
- В окрестностях села находятся 2 государственных заказника республиканского значения площадью 700 га.